# 尼寧格鎮區 (明尼蘇達州達科他縣)
尼寧格鎮區（英語：Nininger Township）是位於美國明尼蘇達州達科他縣的一個行政鎮區。

## 地方資料
尼寧格鎮區的面積為45.10平方千米，當中陸地面積為34.64平方千米，而水域面積為10.46平方千米。根據2020年美國人口普查的數據，當地共有人口865人，而人口密度為每平方千米19.18人。